# アンモニア吸収冷凍機
アンモニア吸収冷凍機（アンモニアきゅうしゅうれいとうき）は、冷媒にアンモニア・吸収液に水を用いた吸収式冷凍機である。
1777年に理論が発表され、1810年に間欠式冷凍機がスコットランドのジョン・レスリーによって世界で初めて製作された。1860年に連続式のものがフランスのフェルディナン・カレによってアメリカ合衆国特許が取得されている。
1910年代前半までは多く使用されていたが、蒸気圧縮冷凍機の発達とともに新設は少なくなっていた。1990年代よりフロン類使用規制への対応や排熱利用による省エネルギーのために新設が再開されている。
スウェーデンのドメティック社が代表的メーカーである。

## 特徴
水-臭化リチウムのものと比較して、次の特徴がある。
- 吸収液の結晶化が無いため、-60℃まで冷却でき冷凍用途での利用が可能である。
- 内部が正圧で動作するので空冷化が容易である。しかし、圧力容器としての規制をうける。
- アンモニアが有害物質であるので、漏洩時の除害装置が必要である。
- 空調用途での効率はやや劣る。

## サイクルの流れ
1 - 蒸発器で液体のアンモニアを気化させ QE 冷却する →9
9 - 過冷却器で液冷媒と熱交換し吸収器へ移送する →1'
1',6 - 吸収器で水にアンモニア蒸気を吸収させる。濃度 ξ1 →2
2 - 吸収液ポンプで溶液を液熱交換器へ送り QH 熱交換する →7
7 - 再生器で QG の熱で溶液を加熱する。 →5,4
5 - 精留器でアンモニアを分離し水分を再生器に戻す。 →4',7
4' - 凝縮器で QC 冷却しアンモニアを液化する。 →3
3 - 凝縮器から過冷却器へ膨張弁で圧力を下げてアンモニア液を移送する。 →10
10 - 過冷却器でアンモニア蒸気と熱交換し蒸発器へ移送する →1
4 - 再生器から液熱交換器へ膨張弁で圧力を下げて水を送り QH 熱交換する。 ξ2 →8
8 - 吸収器で液を QA 冷却する。 →6